# ふたご座ラムダ星
ふたご座λ星（ふたござラムダせい、λ Geminorum、λ Gem）は、ふたご座にある連星である。古くから知られる実視伴星の他に、月による掩蔽の観測から報告されたもう1つの伴星との3重連星である可能性がある。見かけの等級は3.58と、肉眼でみえる明るさである。年周視差に基づいて距離を計算すると、約100光年である。

## 星系
ふたご座λ星は、ヴィルヘルム・シュトルーヴェ以降、二重星であることが周知となった。相手は、北東に10秒弱離れた位置にみえる10等星で、その相対的な位置関係は200年近くほとんど変化していないので、固有運動を共有する連星であると考えられている。これにより、明るい方の恒星は、ふたご座λ星A、伴星はふたご座λ星Bとして区別される。
ふたご座λ星Aは、20世紀前半に、ウィーン天文台、ヤーキス天文台により相次いで分光連星ではないかと報告された。しかし、21世紀になって実施された分光観測の結果は、分光連星であることを支持しない。一方で、月によるふたご座λ星Aの掩蔽観測から、ふたご座λ星Aが単独星ではないことが示唆され、北西-南東方向に45ミリ秒離れた2星からなるとされた。その後、もう1回掩蔽によって検出され、離角は14ミリ秒と求められ、連星の軌道運動を表しているようにもみえるが、他の掩蔽の際には伴星が検出されず、また干渉計での検出も成功していない。ふたご座λ星は近傍の恒星なので、干渉計では視直径の測定も行われているが、その観測からは単独星であることが支持されている。

## 特徴
ふたご座λ星Aは、A型主系列星とみられ、スペクトル型はA3 Vと分類されている。ただし、測光に基づく推定では、A4 IVの準巨星に分類する方が良いという報告もある。ふたご座λ星Aは、光球の有効温度が約8000 K、光度は太陽の約27倍と見積もられ、半径は太陽の2.8倍、質量は太陽の2.1倍程度と求められている。年齢は、5から6億年と推定される。掩蔽で検出された伴星が実在するとすると、元々のふたご座λ星Aはふたご座λ星Aa、近接する伴星はふたご座λ星Abと区別される。Aa星とAb星は、近赤外線での等級差が3.4等と見込まれ、そうだとするとふたご座λ星Aの観測に対するAb星の寄与はわずかで、ふたご座λ星Aaの物理量は、ふたご座λ星Aのものとほぼ同じとみなされる。
離れた伴星ふたご座λ星Bは、赤外線の観測結果からK型主系列星、スペクトル型はK7 Vで、光度は太陽の1割程度と推定される。質量は、ふたご座λ星Aのおよそ4分の1で、連星間距離は303 au以上に相当し、ケプラーの法則に従えば公転周期は3000年以上になるとみられる。
ふたご座λ星は、18世紀にボーデによって明るさの変化が報告されたが、現代の観測では、光度変化はなく明るさは一定とみなされている。変光星総合カタログでも、変光星候補にとどまっている。
ふたご座λ星は元々、おおぐま座運動星団に属するのではないかと考えられていたが、その後、ヒヤデス星団の後方に伸びた潮汐尾に含まれると考えられるようになった。

### 星周構造
赤外線天文衛星IRASによって、ふたご座λ星から中間赤外線での赤外超過が検出された。波長24 μm付近での赤外超過は、年齢が5億年に達するような古い恒星としてはかなり強いものであった。しかし、スピッツァー宇宙望遠鏡による観測では、中間赤外、遠赤外で顕著な赤外超過はないとされた。ハーシェル宇宙天文台も、遠赤外超過はないとしたが、一方で地上観測から近赤外線のKバンド（波長2.2 μm）では、顕著な赤外超過がみつかった。ただ、別の時期に観測されたHバンド（波長1.65 μm）では超過がみられず、Kバンドの超過はほぼ高温の星周塵の熱放射によるものであるか、星周塵が時間とともに変化した可能性が考えられる。高温の星周塵は、中心星から半径0.65ないし0.68 auを中心に分布し、塵の質量は地球の10億分の1から1億分の1程度と見込まれる。
ふたご座λ星のスペクトルでは、カルシウムK線に短時間での速度変化が検出された。この吸収線の変化は、星系の視線速度をまたいでおり、中心星を周回する運動によるものと考えられ、落下する揮発天体から放出されたガスが中心星をかすめた、つまり、系外彗星が存在する可能性があると考えられる。

## 名称
中国ではふたご座λ星は、二十八宿の一つ井宿をふたご座μ星、ν星、γ星、ξ星、ε星、ふたご座36番星、ζ星と共に形成する。ふたご座λ星自身は、井宿八すなわち井宿の8番星といわれる。